# Phthiracarus comosus
Phthiracarus comosus är en kvalsterart som först beskrevs av Aoki 1980.  Phthiracarus comosus ingår i släktet Phthiracarus och familjen Phthiracaridae. Inga underarter finns listade i Catalogue of Life.